# Troy McLawhorn
Troy McLawhorn (4 novembre 1968) est un guitariste de rock americain connu dans doubleDrive puis dans Evanescence.
Il commença à jouer avec le groupe doubleDrive qui se sépara en décembre 2003. 
En 2004, McLawhorn rejoignit Dark New Day. 
En mai 2007, McLawhorn est désigné pour remplacer John LeCompt au sein du groupe Evanescence.

## doubleDrive
- 1000 Yard Stare (1999)
- Blue in the Face (2003)

## Dark New Day
- Twelve Year Silence (2005)
- Inconnus (2007)